# Miikka
Miikka, auch Miika, ist ein finnischer männlicher Vorname. Die deutschsprachige Entsprechung des Namens ist Michael bzw. Micha.

## Bekannte Namensträger

### Form Miikka
- Miikka Ilo (* 1982), finnischer Fußballspieler
- Miikka Jäske (* 1982), finnischer Eishockeyspieler
- Miikka Kiprusoff (* 1976), finnischer Eishockeytorwart
- Miikka Lommi (* 1983), finnischer Filmproduzent

### Form Miika
- Miika Koppinen (* 1978), finnischer Fußballspieler
- Miika Lahti (* 1987), finnischer Eishockeyspieler